# Chūzen-ji
Le Chūzen-ji (中禅寺) est un temple bouddhique de la ville de Nikkō dans la préfecture de Tochigi, au Japon.

## Histoire

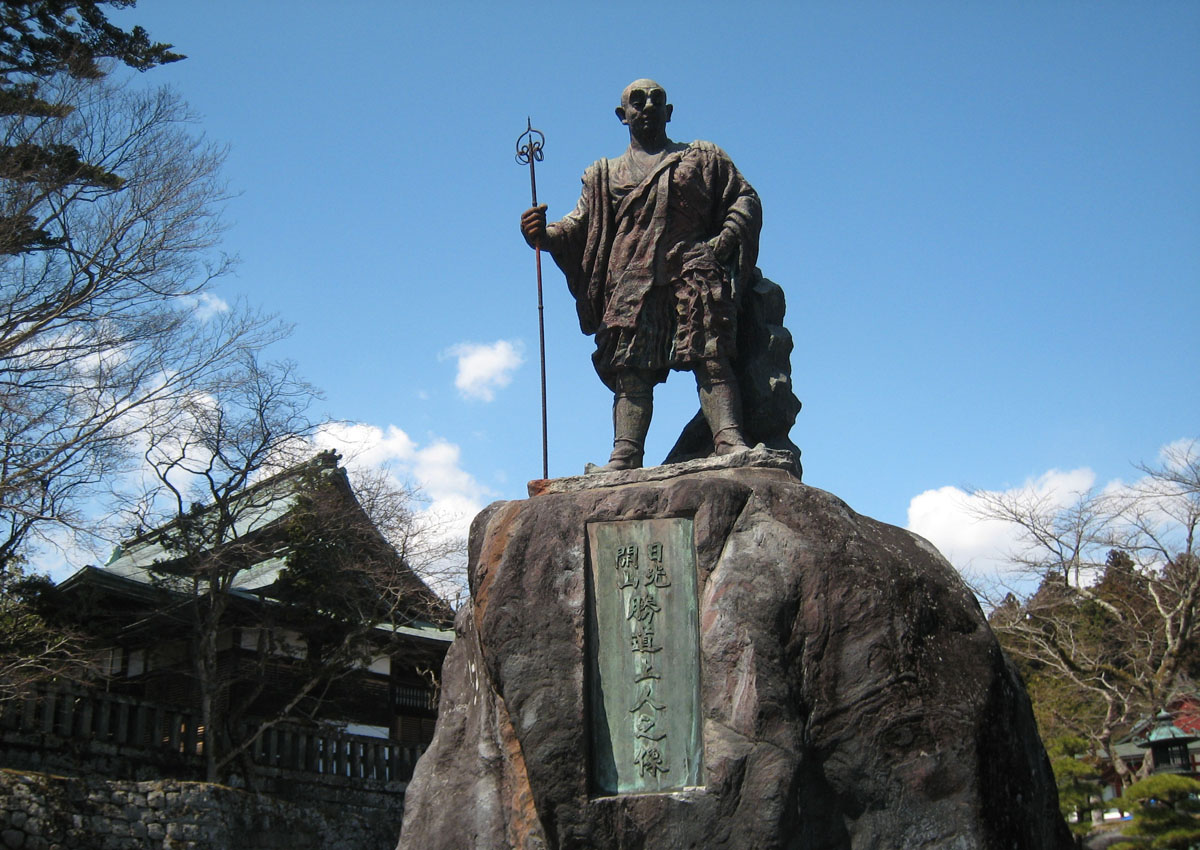
Statue de Shōdō Shōnin devant le Rinnō-ji à Nikkō.

En 782, Shōdō Shōnin (735-817), un moine bouddhiste, réussit l'ascension du mont Nantai, un volcan situé dans l'ouest de l'actuelle ville de Nikkō après deux tentatives infructueuses. Après son succès, Shōdō fait construire près du sommet de la montagne un sanctuaire auxiliaire du Futarasan-jinja et, en 784, un jingū-ji sur la rive nord du lac Chūzenji, un lac d'origine volcanique au pied du versant sud de la montagne. Ainsi, le mont Nantai, objet de culte du shintō, devient aussi un lieu sacré du bouddhisme.
Au début de l'ère Meiji (1868-1912), le gouvernement de Meiji, issu de la révolution du même nom, instaure un shintoïsme d'État. Dès 1868, la promulgation d'une série d'ordonnances sur la ségrégation entre le shintō et le bouddhisme entraîne dans tout le pays le retour en force du mouvement Haibutsu kishaku, un courant de pensée qui prône l'expulsion du bouddhisme du pays. Des lieux de culte bouddhique sont détruits et une grande partie du patrimoine religieux des temples est dispersée. Dans la cité de Nikkō, le sanctuaire shintō intégré au temple Chūzen est mis en valeur comme annexe du Futarasan-jinja sous le nom de Futarasan Chūgūshi, et l'étendue d'eau à laquelle le lieu saint bouddhique donne son nom devient le lac Chūgūshi,,.
Le 28 septembre 1902, le passage du typhon Ashio sur la région de Kantō donne naissance à des pluies torrentielles qui provoquent des écroulements sur les versants sud et sud-ouest du mont Nantai. Les avalanches rocheuses subséquentes font 4 victimes sur les berges du lac Chūzenji, et endommage le temple dont l'idole sacrée, une statue en bois de Jūichimen Kanzeon Bosatsu (十一面千手観世音菩薩) — Avalokiteśvara aux 11 visages et 1 000 bras —, est emportée jusque dans le lac sur la rive duquel elle est retrouvée échouée quelques jours plus tard. En 1913, le temple Chūzen est reconstruit puis déplacé sur la rive est du lac Chūzenji.